# Lingua francone antica
Il fràncone antico (da non confondersi con il francese antico), talvolta chiamato impropriamente anche franco, è la lingua nativa dell'antico popolo dei Franchi e costituisce parte del ramo occidentale delle lingue germaniche.
Nel V e VI secolo, con l'espansione del Regno franco grazie alla conquista dell'intera Gallia post-romana, il francone si diffuse in gran parte dell'Europa centro-occidentale ed ebbe un notevole influsso sulle altre lingue parlate nel territorio del Regno, sia su quelle romanze (in particolar modo sul francese antico) che sulle altre germaniche (soprattutto sull'alto tedesco antico), influenzandone il lessico, la pronuncia e la grammatica. Tramite di esse, la lingua francone arrivò a influenzare anche altri idiomi parlati al di fuori del dominio franco, come l'inglese antico e medio o il portoghese e lo spagnolo. 
Dopo il IX secolo, l'antico francone parlato nella Francia nordoccidentale e negli attuali Paesi Bassi e Belgio assunse la denominazione di antico olandese, mentre le varietà franconi parlate nella Renania, che furono fortemente influenzate dai dialetti germanici dell'Elba e che subirono gli effetti della seconda rotazione consonantica tedesca, mutarono nelle moderne lingue tedesche centrali occidentali, tra cui il lussemburghese (che influenzarono in parte anche i vicini dialetti cosiddetti "franconi superiori").

## Nomenclatura
Gli studi sulla germanistica e sulla filologia germanica affondano le proprie radici nel romanticismo, il cui pensiero aveva influenzato linguisti e filologi. Costoro tentarono di unificare i loro studi al concetto più antico dei «ducati originari» od Altstämme, l'idea che l'identità nazionale tedesca derivi dalla fusione di sei tribù germaniche: Bavari, Sassoni, Frisi, Turingi, Svevi e appunto Franchi. Mentre l'idea è stata universalmente accettata, molti linguisti a partire dal XIX secolo hanno concluso che l'ipotesi non rispecchia l'effettiva situazione storico-linguistica delle lingue germaniche, che presentano una maggior diversificazione e distribuzione delle lingue. Un esempio sono le lingue franconi orientali, che infatti presentano più affinità ai dialetti bavaresi che alle lingue basso-franconi, per quanto si pensi condividano un origine comune.
Del resto, in un contesto più moderno, per "lingua francone o franca antica" ci si riferisce alla lingua parlata nelle regioni dei Franchi prima dell'avvento della rotazione consonantica germanica, dopo la quale si inizia a parlare dei dialetti franconi moderni e in particolare del basso-francone. Di fatti, si può negligere la differenza tra il francone antico e l'olandese antico (o basso-francone antico), differenza utilizzata solo per dividere i dialetti franconi affetti dalla rotazione da quelli che non furono affetti.

## Storia

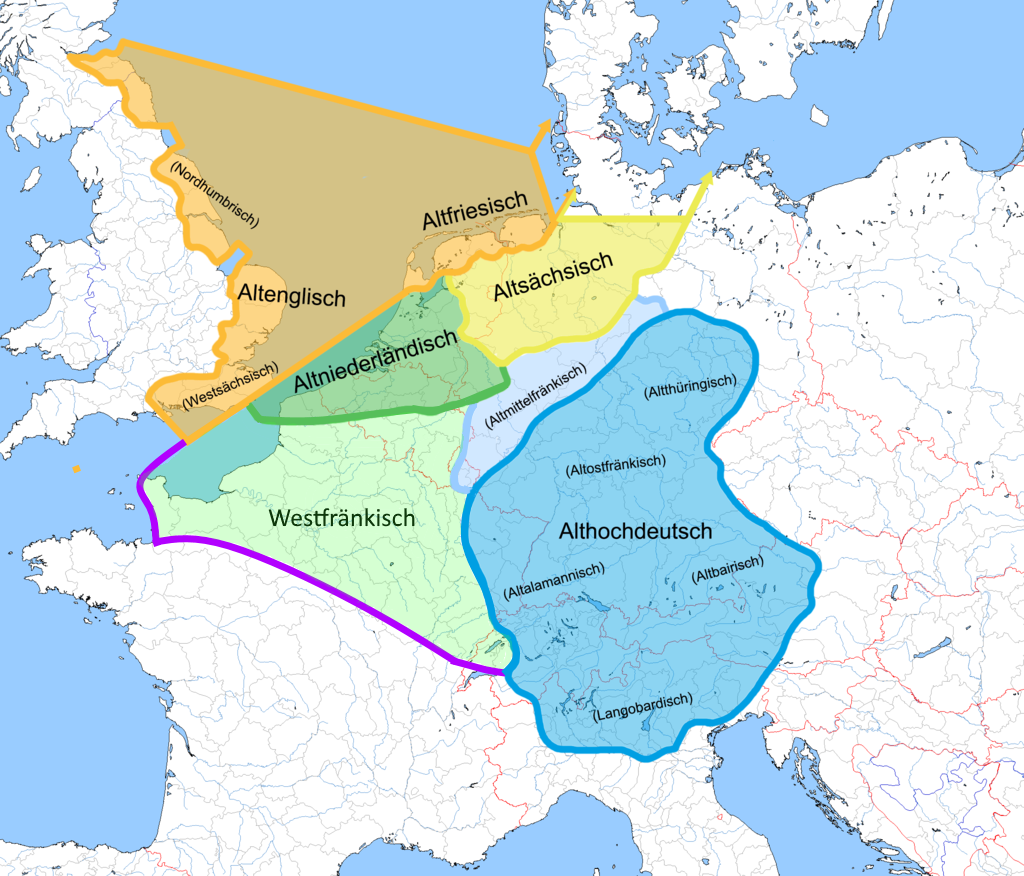
Distribuzione delle lingue germaniche tra VI e VII secolo. La lingua francone antica risulta già frammentata in vari dialetti: il francone occidentale (Westfränkisch), il basso francone antico/olandese antico (Altniederländisch), il francone centrale antico (Altmittelfränkisch) e il francone orientale antico (Altostfränkisch)

Tradizionalmente, le lingue germaniche si suddividono in tre classi: lingue occidentali (a cui appertiene il francone), orientali e settentrionali, rispecchiando la diffusione dei popoli germanici. A sua volta le lingue occidentali si suddividono in lingue istevoniche, ingevoniche ed erminoniche. La lingua francone viene classificata come parte delle lingue istevoniche, avendo però caratteristiche delle altre due classi in base alla distribuzione geografica.
Il consenso generale è che la lingua francone si sia formata a partire dal periodo delle invasioni barbariche quando nacque l'identità del popolo franco dalla fusione di popoli come Sigambri, Camavi, Bructeri, Catti, Cattuari, Ampsivari, Tencteri, Ubi, Batavi e Tungri, i quali parlavano lingue istevoniche. Non molto è conosciuto sullo stato della lingua in questo primo periodo, ma si può desumere che si fosse già suddivisa in dialetti, data la suddivisione dei Franchi in più tribù, in particolare Sali e Ripuari. Il primo frammento contenente un esempio della lingua francone antica (o forse del basso-francone antico) è la cosiddetta iscrizione di Bergakker, incisa sul fodero di una spada ritrovata nell'omonima città olandese. Si tratta di un iscrizione runica dalla dubbia interpretazione.
Quando i Franchi raggiunsero l'unità territoriale e fondarono il loro regno sotto Clodoveo I, si può assistere a un'affermazione della lingua molto più rapida, tant'è che la prima iscrizione in francone che può essere confermata proviene dall'antica Lex salica, la legge dei Franchi sali. Con l'espansione del loro regno e il raggiungimento del potere sotto l'imperatore Carlo Magno, si può dedurre che i sudditi franchi dell'impero carolingio parlassero diversi dialetti franconi, che eventualmente diventeranno i dialetti franconi moderni, da cui l'olandese trae la maggior influenza. Inoltre molte parole del tedesco e del francese hanno origini franche, dato che la lingua influenzò le antiche forme di entrambi gli idiomi. Ebbe leggera influenza anche su altre lingue germaniche o romanze, date le incursioni e le invasioni barbariche dei Franchi prima di costituirsi a regno, ma non fu marcata come nel caso di tedesco e francese. Nel territorio dell'attuale Francia, la lingua francone (nella sua varietà occidentale) risulta estinta dal IX secolo, dopo un lungo periodo di declino.

Espansione del regno dei Franchi dal 481 all'814.

## Distribuzione geografica

### Sprachraum
Si tratta della terra originale dei Franchi, in cui essi si erano stanziati inizialmente dopo essere partiti dall'Europa settentrionale. Corrispondeva in gran parte all'antica provincia della Gallia Belgica, in particolare Paesi Bassi meridionali, Fiandre, la regione della città di Colonia e la Francia settentrionale, rappresentata dalle regioni storiche di Austrasia e Neustria. Fu qui che si preservò l'identità delle altre tribù franche anche dopo il loro assorbimento da parte dei Franchi Sali, come testimoniato da alcune leggi (Lex Ripuaria in primis). Dopo lo spostamento del centro di potere dei Franchi alla Gallia, nella terra d'origine rimasero i dialetti minori di queste tribù, di cui però non si conosce nulla. Avevano sicuramente somiglianze con altre lingue come sassone antico (basso tedesco antico), frisone antico e soprattutto inglese antico, lingue che hanno subito il secondo spostamento consonantico germanico (rotazione consonantica). Da questi dialetti ha inoltre origine l'olandese antico, che non fu toccato dalla rotazione consonantica, che spesso non si differenzia nemmeno dal francone antico, difatti non è chiaro quando avvenne la transizione tra le due lingue, principalmente per la mancanza di documenti in lingua.

### Gallia
Nonostante l'espansione dei Franchi in tutta l'antica Gallia, la loro lingua riuscì ad affermarsi abbastanza solamente nel Settentrione, accompagnata dal latino volgare, e le parlate erano conosciute come diets (letteralmente "parlate del popolo"). Mentre il francone era appunto la lingua del volgo, il latino rimaneva la lingua di governo e del clero, ed eventualmente subentrerà al francone stesso, seppur prendendo vari particolari in prestito, portando al concepimento della lingua francese.

### Franconia
I Franchi si espansero anche in Franconia, che da loro prende il nome, ma in modo analogo non riuscirono ad affermarsi dappertutto, data la presenza del latino volgare. Inoltre, fu durante il loro arrivo che iniziò la rotazione consonantica, portando alla nascita dell'alto tedesco antico che come il francese prende vari prestiti dal francone. Unica traccia del francone in questa zona sono il gruppo delle lingue franconi, che però hanno subito quasi tutte rotazione.

## Classificazione

### Tassonomia
- Lingue indoeuropee
  - Lingue germaniche
    - Lingue germaniche occidentali
      - Lingue germaniche del Reno-Weser (o istevoniche)
        - Lingua francone antica

### Suddivisione della lingua
- Lingua francone antica
  - Lingue franconi
    - Basso-francone
      - Olandese
        - Brabantino
        - Fiammingo (orientale, occidentale)
        - Zelandese
        - Olandese dialettale
        - Kleverlands
        - Limburghese

      - Afrikaans

    - Francone centrale
      - Ripuario
      - Mosellano
        - Sassone transilvano
        - Lussemburghese

    - Francone renano
      - Tedesco palatino
      - Tedesco lorenese
      - Assiano
      - Tedesco di Pennsylvania

    - Francone superiore
      - Francone meridionale
      - Francone orientale

## Fonologia
La fonologia del francone antico può essere ricostruita sulla base di studi sul francese ed olandese antico, che sono state influenzate ampiamente dal francone, ma non è possibile avere una ricostruzione coincisa per via della mancanza di documenti in lingua. Le rune non verranno elencate, quindi vedasi la lista mostrata nella voce Fuþark antico.

### Vocali
- Vocali corte: [a], [e], [i], [o], [u]
- Vocali lunghe: /aː/, /eː/, /iː/, /oː/, /uː/

Sono presenti anche i dittonghi /ai/, /au/, /eo/, /iu/.

### Consonanti
- Consonanti bilabiali: [p], [b], [m]
- Consonanti alveolari: [t], [d], [s], [l], [r], [n]
- Consonanti velari: [k], [g]
- Consonanti labiodentali: [f]
- Consonanti palatali: [j]
- Consonanti approssimanti: [w]

Vi sono attestazioni di geminazione per ogni consonante, oltre che la caduta del suono [m] se si trova alla fine della parola e la lenizione del suono [d] (inizialmente si mutava nel suono [ð], poi cadde). Vige anche la legge di Sievers, proveniente dal proto-germanico e comune ad altre lingue indoeuropee.

## Morfologia
Mentre non molto è noto sulla morfologia della lingua, si può desumere che il francone avesse tratti in comune alle altre lingue germaniche. 
Alcune caratteristiche sono l'apofonia dei fonemi (in germanistica ablaut) e la gradazione delle vocali, affissi (ma soltanto prefissi, suffissi e circonfissi). Altre funzioni includono la mancanza di marcatori, il raddoppiamento e la sottrazione.
Del resto va ricordato che, mentre queste funzioni sono conosciute, le loro esatte implicazioni non sono ancora chiare, visto che non si può ricostruire completamente la morfologia linguistica, e per ora gli studi si basano solamente su variazioni dell'olandese antico.

## Sintassi
La sintassi della lingua francone era una sintassi germanica: le frasi presentavano evidenti radici germaniche, e molto probabilmente un sistema di casi, i quali lungo il tempo sono scomparsi (francese) o relativamente semplificati (tedesco ed olandese). L'ordine è generalmente interpretato come SVO (soggetto-verbo-oggetto) o SOV (soggetto-oggetto-verbo), differente da quella delle lingue germaniche moderne. In questo caso l'influenza francone sulla sintassi francese è molto marcata.

## Lessico
Risulta molto difficile ricostruire esempi esaustivi sul lessico francone, di nuovo data la mancanza di documenti in lingua. Può essere d'aiuto il fatto che molte parole del francese, olandese e tedesco corrente hanno radici riconducibili al francone. Seguono alcuni esempi:
| Francone       | Francese       | Lingue germaniche                                | Significato originale    | Traduzioni e significati             |
| -------------- | -------------- | ------------------------------------------------ | ------------------------ | ------------------------------------ |
| *frank, *frāki | affranchir     | frank (olandese), frekk (norvegiese)             | liberto                  | liberare, sincero, scortese, misero  |
| *alisna        | alêne          | els (olandese)                                   | punteruolo               | punteruolo                           |
| *alísō         | alise          | els (olandese), elder (tedesco)                  | ontano                   | sorbo montano                        |
| *baro          | baron          | bar (olandese)                                   | senza doveri             | barone, nobile, uomo libero, spoglio |
| *bāst          | bâtard         | bast (olandese)                                  | matrimonio               | bastardo, lussuria                   |
| *becca, *bicca | bêche          | non attestato                                    | spada, piccone           | spada, piccone                       |
| *bere          | bière          | bier (olandese), bier (tedesco)                  | birra                    | birra                                |
| *blank         | blanc, blanche | blinken (olandese)                               | bianco, brillante        | bianco, brillante                    |
| *burg, *burc   | bourg          | burg (tedesco), burg (olandese), borg (nordiche) | insediamento fortificato | città, cittadina                     |
| *rōbon         | dérober        | roven (olandese)                                 | rubare                   | rubare                               |
| *werra         | guerre         | war (olandese)                                   | guerra                   | guerra                               |
| *halsberg      | haubert        | hals berg (olandese)                             | copertura per il collo   | usbergo                              |
| *nortgouue     | nord           | noord (olandese)                                 | Nord                     | Nord                                 |
| *tamisa        | tamis          | teems (olandese)                                 | setaccio                 | setaccio                             |
| *treuwa        | trêve          | trouw (olandese)                                 | lealtà                   | tregua                               |
| *þūta          | tuyau          | tuit (olandese)                                  | tubo                     | canale, mammella                     |

È interessante notare come la maggior parte dei prestiti linguistici tra il francone e il francese siano parole che hanno a che fare con la guerra.

### Influenza sull'inglese medio-antico
L'inglese medio ha adottato alcune parole che, con molta probabilità, presentano radici franconi: random (dal francese antico randon, radice *rant "corsa"), standard (francese antico estandart, radice *standhard "fermezza"), scabbard (anglo-francese *escauberc, radice *skar-berg, dal significato ignoto), march (francese antico marche, radice *marka) e altri vocaboli come grape, stale e le allotropie warranty e guarantee, che sono prestiti dall'anglo-normanno ma che si originano dalla radice comune *warjan (difendere).

## Sistema di scrittura
Inizialmente il francone antico utilizzava il sistema di Fuþark antico, il quale utilizza l'alfabeto runico composto da 24 rune e comune a tante altre lingue germaniche, la cui decifrazione è complessa ma ormai compresa altamente. Mentre il sistema runico iniziò a semplificarsi gradualmente (portando alla nascita del Fuþark recente e il Fuþorc), i Franchi gradualmente abbandonarono tale sistema e iniziarono ad utilizzare il sistema delle lingue romanze adottando l'alfabeto latino, anche se continuarono ad utilizzare il Fuþark in modo molto raro e sparso, fino alla scomparsa definitiva della lingua.

## Esempi
Vi sono pochissime testimonianze scritte in lingua francone, data la natura dei Franchi. Anche una volta stabilitisi in un regno, le autorità franche preferirono utilizzare il latino o le lingue romanze per i documenti ufficiali. Verranno presentati i principali esempi in lingua.

### Iscrizione di Bergakker
Si tratta di un epigrafo all'interno del fodero di una spada ritrovata nella città di Bergakker nel 1996. Si tratta di un'iscrizione in Fuþark, ed è databile alla metà del V secolo. 

Vi sono diverse interpretazioni, ma generalmente si crede che l'iscrizione si possa interpretare come: 
ᚺᚨ(?)(V)ᚦ(V)**ᛋ᛬ᚨᚾᚾ᛬ᚲ(V)ᛋᛃᚨᛗ᛬ ᛬ᛚᛟᚷ(V)ᚾᛋ
h(a?)þ(V)**s᛬ann᛬k(V)sjam᛬ ᛬log(V)ns᛬
haþuþȳwas ann kusjam logūns
Per quanto riguarda la traduzione, anche qui vi sono più versioni, ma quella più accettata generalmente è: «[di] Haþuþȳw. Io/Egli concede una fiamma. Al prescelto». Secondo alcuni studiosi, questo sarebbe il primo esempio di olandese antico.

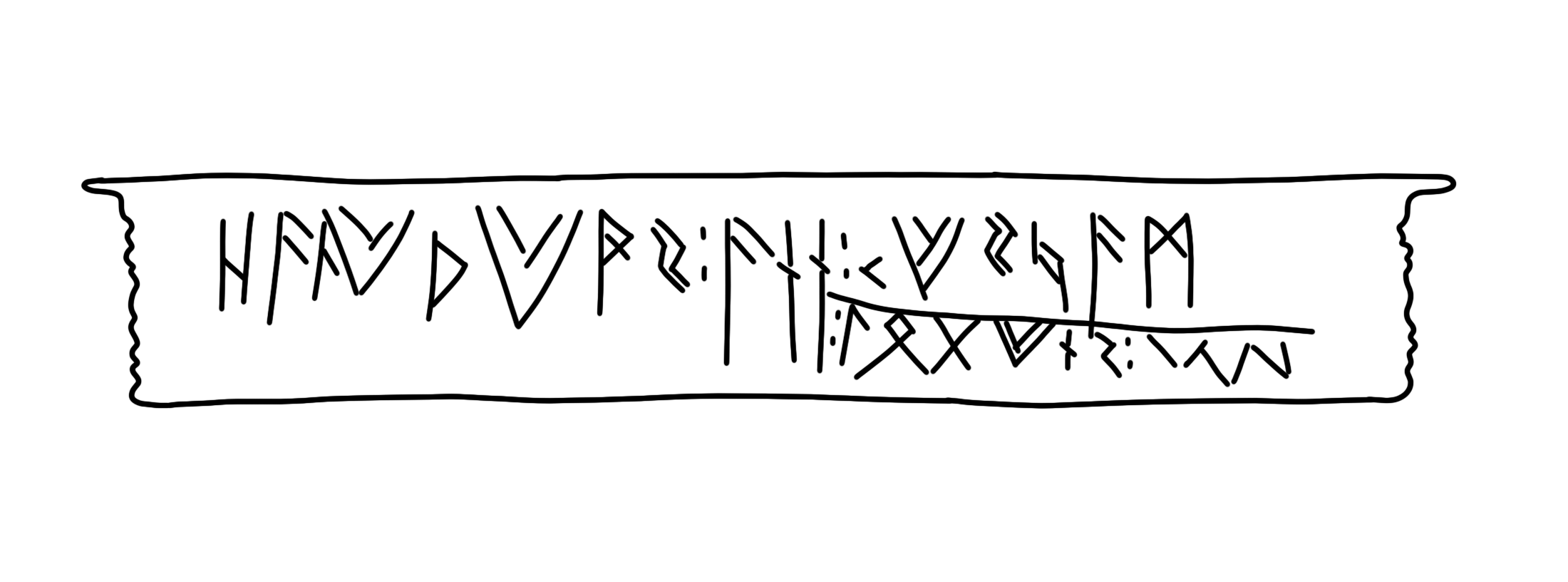
Ricostruzione dell'iscrizione.

### Lex Salica
Si tratta della raccolta di tutte le leggi dei Franchi Sali, redatta circa all'inizio del VI secolo dal re Clodoveo I e divenuta esempio di legge per i germani cristianizzati. Nonostante le principali riedizioni siano state tramandate in latino, sono sopravvissuti alcuni frammenti delle edizioni iniziali in francone. Uno di questi passi si inquadra nella sezione sulla liberazione dalla schiavitù:
(Lex Salica)
Questi sono gli unici frammenti in lingua originale, quindi per avere un'idea della lingua bisogna basarci sulle lingue che influenza e da cui derivano.

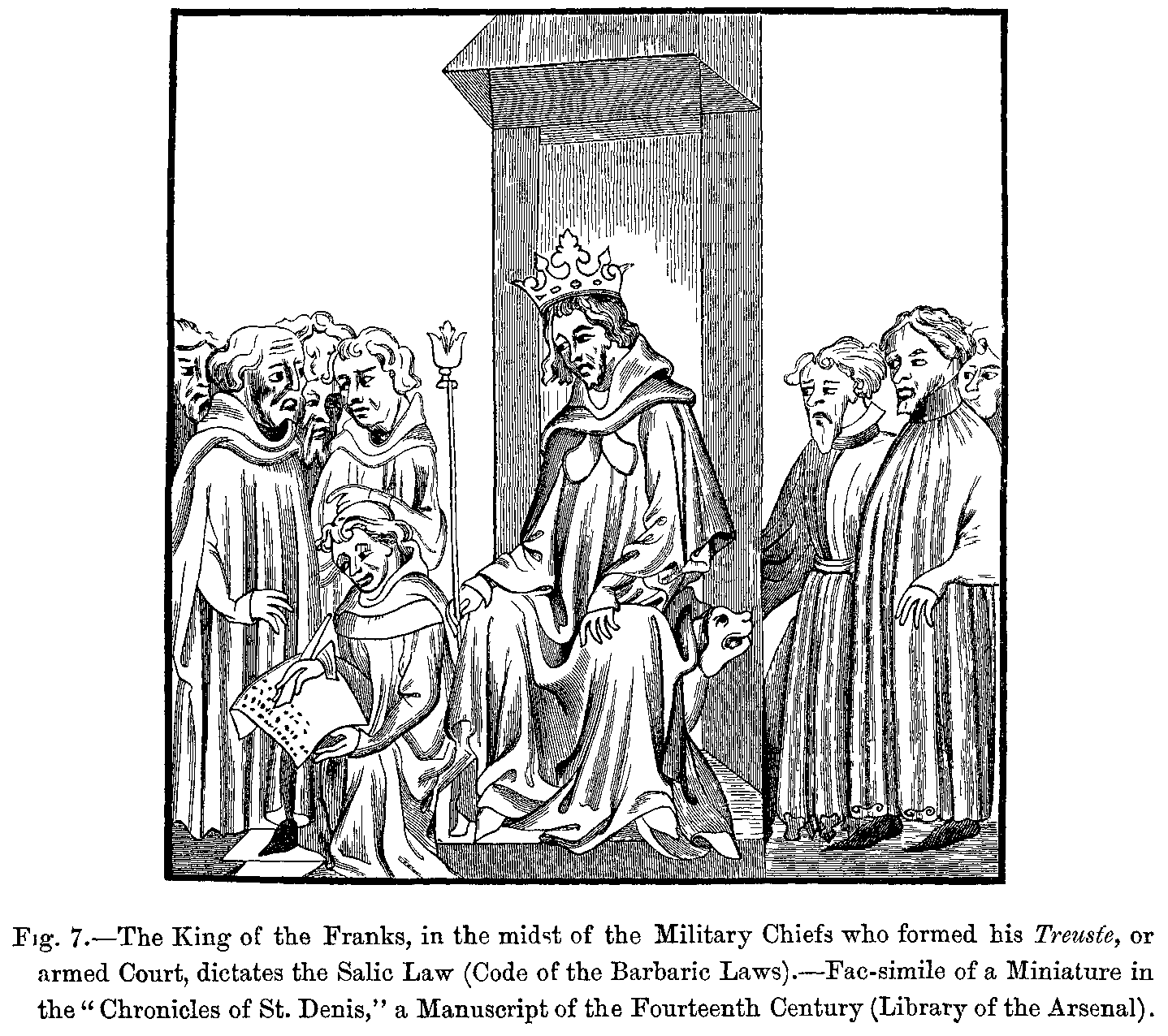
Re Clodoveo detta la legge salica alla corte dei suoi consiglieri.